# La Villita, Guanajuato
La Villita är en ort i Mexiko.   Den ligger i kommunen Manuel Doblado och delstaten Guanajuato, i den centrala delen av landet, 300 km nordväst om huvudstaden Mexico City. La Villita ligger 1 730 meter över havet och antalet invånare är 258.
Terrängen runt La Villita är huvudsakligen platt, men österut är den kuperad. Runt La Villita är det ganska glesbefolkat, med 45 invånare per kvadratkilometer. Närmaste större samhälle är Ciudad Manuel Doblado, 10,5 km sydväst om La Villita. Omgivningarna runt La Villita är en mosaik av jordbruksmark och naturlig växtlighet.